# Илия Бачев
Илия Коцев Бачев е български революционер, деец на Вътрешната македоно-одринска революционна организация и Вътрешната македонска революционна организация.

## Биография
Илия Бачев е роден в 1878 година в струмишкото село Попчево, тогава в Османската империя. В 1900 година Гоце Делчев основава в селото революционен комитет, който е оглавен от Бачев. Той служи и като куриер в селската милиция. В 1905 година участва в голямото еднодневно сражение при Куклиш в помощ на четата на Кръстьо Новоселски, а също и с четата на Иван Тодев при Емерова чешма, където чакат каймакамина, но той пристига с войска и започва сражение, в което Бачев е ранен. След това става нелегален в четата на Андон Кьосето, а по-късно работи при пунктовия началник Атанас Нивички.
В 1915 година участва в Валандовската акция. Участва в Първата световна война.
След като Струмишко попада в Кралството на сърби, хървати и словенци след войната, Бачев продължава с революционната си дейност.
На 22 април 1943 година, като жител на Попчево, подава молба за българска народна пенсия. Молбата е одобрена и пенсията е отпусната от Министерския съвет на Царство България.